# Johannes Bach (1550)
Johann(es) Bach, také Hans Bach (cca 1550? Wechmar, Německo – 1626 tamtéž) byl německý hudebník, člen hudební rodiny Bachů.

## Život
Johann Bach byl synem Veita Bacha z Wechmaru, který byl pekařem a výrobcem koberců. Johann se vyučil u svého otce, ale proslul zejména jako hudebník (dobově označován minstrel nebo fiddler). Byl tak prvním profesionálním hudebníkem rodu wechmarských Bachů. Vyučil se městským pištcem před rokem 1567 na zámku Grimmenstein v Gothe u Matze Ziseckeho. V roce 1577 vlastnil dům ve Wechmaru odkud vyjížděl jako muzikant po durynských městech. Ve wechmarské matrice zemřelých je zapsán jako „Hanss Bach ein Spielmann“.

## Dílo
Žádné dílo Johanna Bacha se nedochovalo.